# Jakob Kern
Pour les articles homonymes, voir Kern.
Jakob Kern (né le 11 avril 1897 à Breitensee près de Vienne, mort à 27 ans le 20 octobre 1924 à Vienne) est un chanoine prémontré autrichien, proclamé bienheureux par Jean-Paul II le 21 juin 1998.

## Biographie

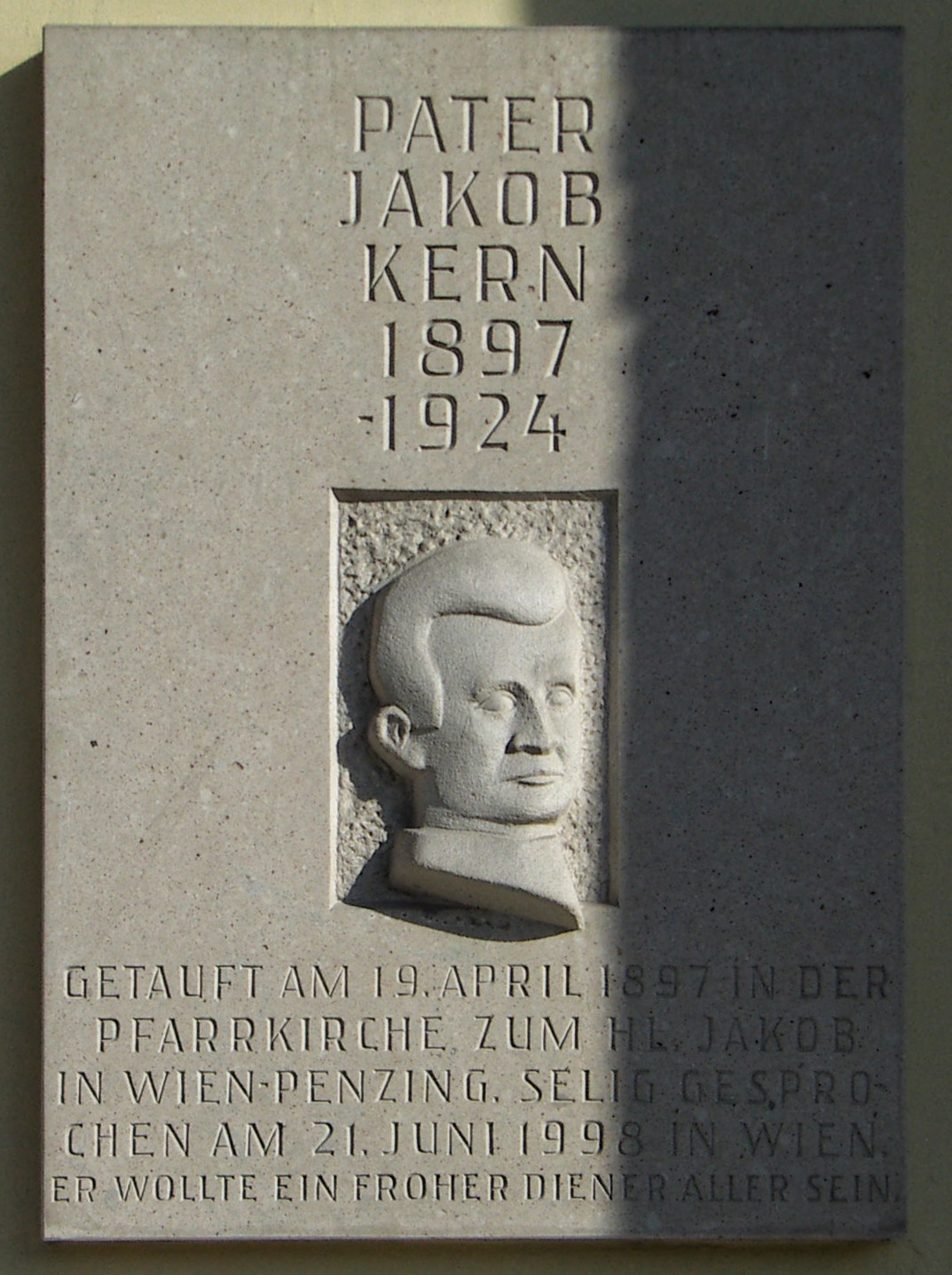
Plaque commémorative à Penzing.

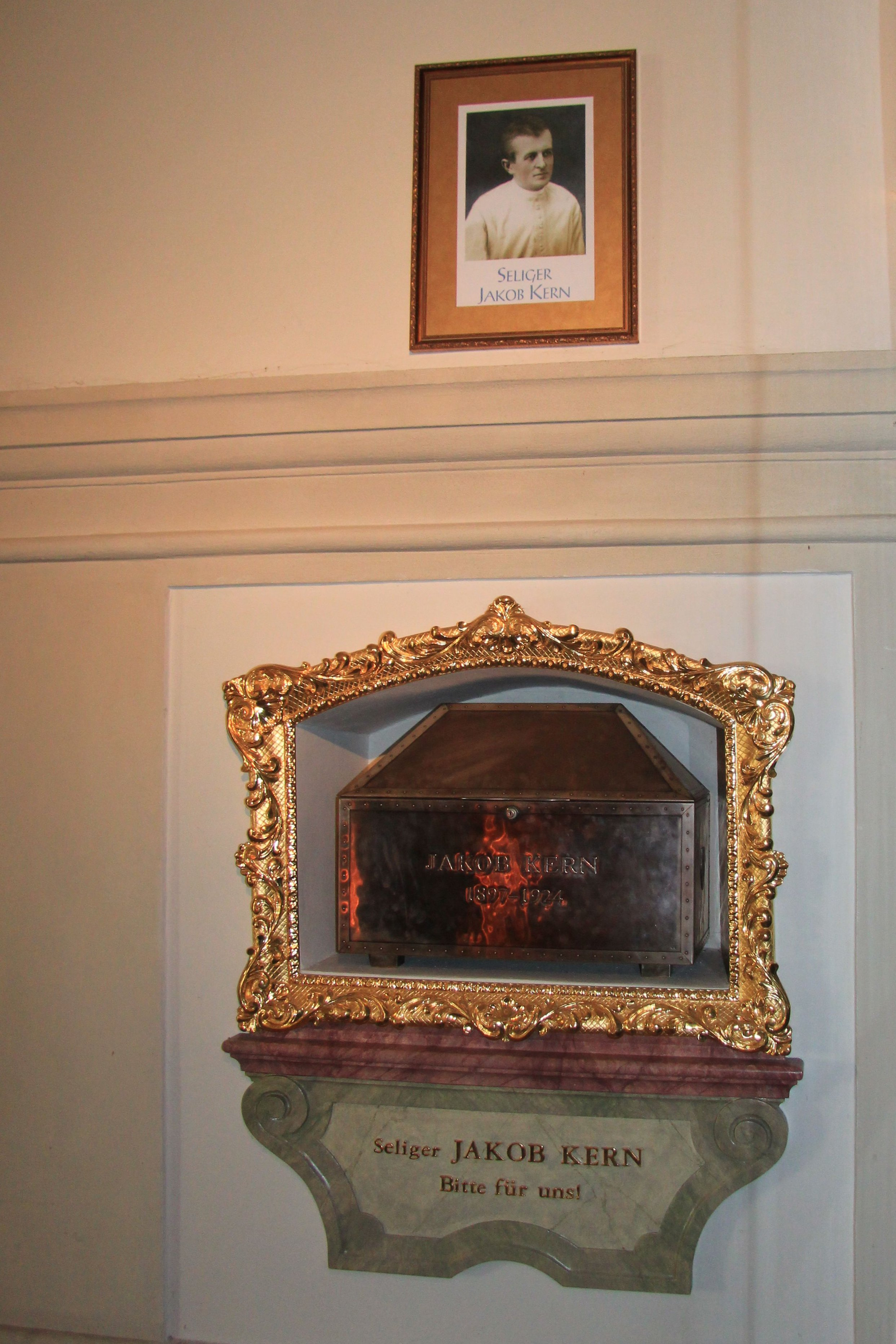
Relique à l'abbaye de Geras.

Un sanctuaire lui est consacré à Geras, des reliques y sont exposées (comme son calice de messe et des vêtements religieux) ainsi qu'à Vienne, au Palais Modena.
Franz Alexander Kern est baptisé le 18 avril 1897 à l'église (de) de Penzing. En 1908, il entre au petit séminaire l'archidiocèse de Vienne à Hollabrunn. Un de ses camarades de classe est Rudolf Henz. En 1911, il devient rejoint le Tiers-Ordre des Franciscains et fait vœu de chasteté.
Le 17 octobre 1915, il part pour la Première Guerre mondiale. Le 11 septembre 1916, sur le front italien, il est grièvement blessé aux poumons et au foie et reste alité durant des mois dans un état critique. Il est promu aspirant (Fähnrich) et reçoit la médaille du courage.
Déclaré inapte, il entre au séminaire de Vienne le 20 octobre 1917 et commence à étudier la théologie, avant d'être rappelé vers la fin de la guerre.
Le départ d'Isidor Bogdan Zahradník (de) du monastère de Strahov pour l'Église nationale tchèque fait venir Kern, alors à l'abbaye de Geras (de), à Strahov, où le 18 octobre 1920 il prend le nom religieux de Jakob, en hommage à Jacques La Coupe, un des martyrs de Gorcum.
Le 23 juillet 1922, il est ordonné prêtre à Vienne. À cause de sa blessure de guerre, il a des crises de toux répétées et crache du sang. Néanmoins il assure sa fonction de vicaire à Geras et dans sa paroisse.
Le 10 août 1923, il entre à l'hôpital d'Oberhollabrunn et se fait retirer quatre côtes. En raison de sa mauvaise santé, l'opération doit être effectuée sans anesthésie. En 1924, il subit à nouveau la même opération encore sans anesthésie. Lors d'une troisième opération, le 20 octobre 1924, il meurt à l'hôpital général de Vienne (de). Ce même jour, il devait prononcer son profès perpétuel. Pour sa souffrance et sa douleur, il est pris comme un modèle d'expiation.
Le 30 septembre 1956, le procès pour sa béatification est lancé. Le 21 juin 1998, le pape Jean-Paul II le déclare bienheureux à la Heldenplatz de Vienne.
Dans l'Église catholique, le jour de sa fête est le 20 octobre.

## Source, notes et références
- (de) Cet article est partiellement ou en totalité issu de l’article de Wikipédia en allemand intitulé « Jakob Franz Alexander Kern » (voir la liste des auteurs).